# Col de Torrent
Der Col de Torrent ist ein 2918 m hoher Saumpass zwischen den Gemeinden Evolène und Villa auf der einen Seite und Grimentz auf der anderen Seite im Kanton Wallis. Der Pass verbindet das Val d’Hérens mit dem Val d’Anniviers. Auf der Passhöhe hat man einen guten Blick über die 4000er der Walliser Alpen, den Stausee Lac de Moiry und den kleinen Bergsee Lac des Autannes.
Über den Col de Torrent führt die nationale Wanderroute Nr. 6  Alpenpässe-Weg von SchweizMobil.